# Desa Karanggedang (administrativ by i Indonesien, lat -7,66, long 109,59)
Desa Karanggedang är en administrativ by i Indonesien.   Den ligger i provinsen Jawa Tengah, i den västra delen av landet, 300 km sydost om huvudstaden Jakarta.